# 기민수
기민수(1970년 ~ )는 KBS 드라마본부의 선임 프로듀서이다. 2013년 KBS 월화드라마 《굿 닥터》를 연출을 담당한 기민수 PD는 "애틋한 분위기로 점철된 세밀하고 감각적인 연출"로 호평을 받은 바가 있는데 이를 증명하기라도 하듯 한국PD대상과 백상예술대상에서 작품상을 수상하고 최근에는 에미상, 이탈리아상과 더불어 방송 관련 3대 국제상으로 불릴 정도로 최고의 권위를 자랑하는 반프상에서도 연출력을 인정받아 수상소감을 묻는 자리에서 "인간과 삶에 대한 따스한 시선으로 아이의 눈높이에서 환자의 눈높이에서 소통하고자하는 시온을 통해 의료행위의 기본을 되돌아보고 직업윤리에 대한 질문을 던져보고 싶었다"고 말하였다.

## 학력
- 서강대학교 신문방송학과 학사

## 경력
- KBS 드라마본부 PD
- KBS TV제작본부 드라마운영팀장 (부장급)
- KBS 드라마본부 편성기획팀장 (국장급)
- KBS 콘텐츠전략본부 드라마센터 CP

## 작품 활동
| 제작년도 | 방송 | 제목              | 역할         | 비고 |
| -------- | ---- | ----------------- | ------------ | ---- |
| 2013     | KBS2 | 굿 닥터           | 연출         |      |
| 2020     | KBS2 | 영혼수선공        | 편성 기획    |      |
| 2021     | KBS2 | 신사와 아가씨     | 편성 기획    |      |
| 2021     | KBS1 | 태종 이방원       | 편성 기획    |      |
| 2022     | KBS2 | 현재는 아름다워   | 책임프로듀서 |      |
| 2022     | KBS2 | 삼남매가 용감하게 | 편성 기획    |      |
| 2022     | KBS1 | 내 눈에 콩깍지    | 책임프로듀서 |      |
| 2023     | KBS2 | 진짜가 나타났다!  | 책임프로듀서 |      |

## 수상 경력
- 2013년 한국PD대상 드라마 연출상
- 2014년 백상예술대상 TV부문 드라마작품상
- 2014년 BANFF WORLD MEDIA FESTIVAL Rockie Award(최우수 작품상)[3]